# Aloísio Lorscheider
Aloísio Leo Arlindo Lorscheider, né le 8 octobre 1924 et mort le 23 décembre 2007 à Porto Alegre, est un franciscain (O.F.M.) brésilien, archevêque d'Aparecida et cardinal influent dans les années 1960 et 1970. Il est connu pour être un défenseur de la théologie de la libération. Son nom est cité comme papabile lors des conclaves de 1978.

## Biographie

### Origines et jeunesse
Lorscheider est d'origine allemande. Il est né à Estrela, dans l'État du Rio Grande do Sul au Brésil. Il entre au petit séminaire franciscain de Taquari dès l'âge de neuf ans.

### Prêtre
Il commence son noviciat en 1942, prononce ses vœux définitifs en 1946 et est ordonné prêtre le 22 août 1948. Il vient à Rome pour étudier la théologie. Après avoir obtenu son doctorat en 1952, il enseigne au Brésil au séminaire franciscain de Divinopolis.
Alors qu'il est retourné enseigner à Rome de 1958 à 1962, il est nommé évêque de Santo Angelo dans l'État du Rio Grande do Sul par le pape Jean XXIII.

### Évêque et archevêque
Il est consacré évêque le 20 mai 1962 et participe au concile Vatican II de 1962 à 1965.
En 1973, Paul VI le nomme archevêque de Fortaleza dans l'État du Ceará. En 1995, il est transféré du siège de Fortaleza à celui d'Aparecida par Jean-Paul II.
En 1971, après y avoir occupé différents postes, il est élu président de la Conférence nationale des évêques du Brésil, poste qu'il occupe jusqu'en 1978. En 1976, il devient également président du Conseil épiscopal latino-américain (CELAM), et le reste jusqu'en 1979.

### Cardinal
Paul VI le crée cardinal lors du consistoire du 24 mai 1976 avec le titre de cardinal-prêtre de San Pietro in Montorio. Il est alors le quatrième plus jeune cardinal du collège cardinalice. Il participe aux deux conclaves de 1978, consécutifs aux décès de Paul VI et de Jean-Paul Ier. Son nom est alors cité parmi les papabile et il aurait recueilli une douzaine de voix lors du conclave d'août qui aboutit à l'élection de Jean-Paul Ier[réf. nécessaire].
Malade et ayant dépassé l'âge de 80 ans, il n'assiste pas aux réunions préparatoires du conclave de 2005 à la suite de la mort de Jean-Paul II.

## Prises de positions
Le cardinal Lorscheider est connu pour avoir été au Brésil un défenseur des pauvres et un opposant déterminé à la dictature militaire, ce qui lui valut une grande popularité au sein de la population brésilienne. Il adopta une position conciliante vis-à-vis de la Théologie de la libération. En particulier, dans les années 1980, il défendit au Vatican le théologien Leonardo Boff et regretta les sanctions qui furent prises à son encontre.

## Succession apostolique
Aloísio Lorscheider a ordonné les évêques suivants :
- Évêque Estanislau Amadeu Kreutz (pt) (1972)
- Cardinal Cláudio Aury Affonso Hummes, O.F.M. (1975)
- Évêque Patrício José Hanrahan (de), C.SS.R. (1979)
- Évêque Geraldo Nascimento (pt), O.F.M.Cap. (1982)
- Évêque Benedito Francisco de Albuquerque (pt) (1985)
- Évêque Francisco Javier Hernández Arnedo (pt), O.A.R. (1991)
- Évêque Carmo João Rhoden (pt), S.C.I. (1996)
- Évêque Luís Flávio Cappio, O.F.M. (1997)
- Évêque Irineu Sílvio Wilges (pt), O.F.M. (2000)
- Évêque Joércio Gonçalves Pereira (pt), C.SS.R. (2006)

## Images

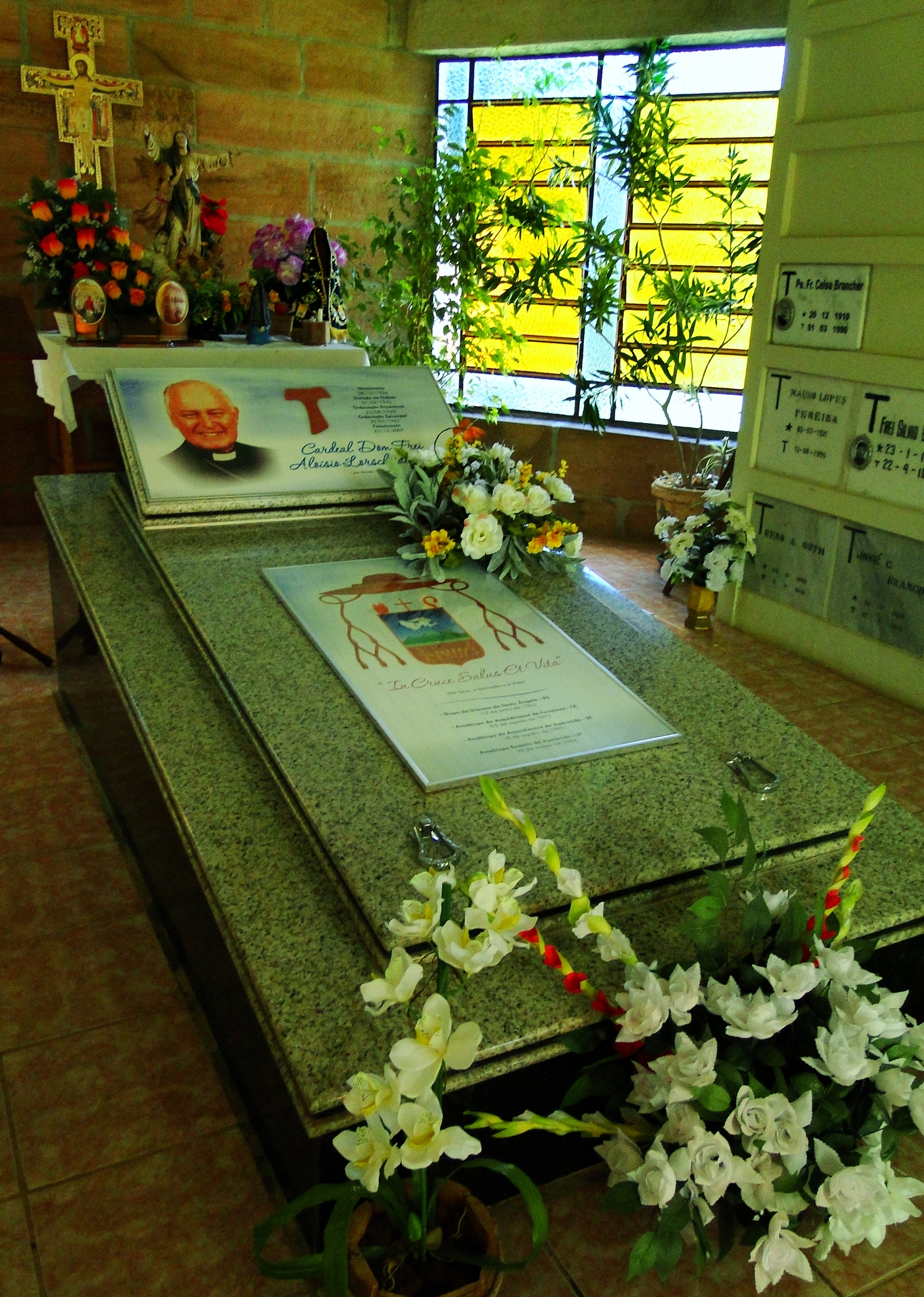
Le tombeau du cardinal Lorscheider